# Lukáš Jelínek
Lukáš Jelínek (* 1973) je český politolog, politický komentátor, novinář a vysokoškolský pedagog. Známý je především pro své komentáře v předních českých médiích, ve kterých se vyjadřuje k různým aktuálním politickým tématům.
Vystudoval politologii na Fakultě sociálních studií Masarykovy univerzity. Po studiu pracoval jako novinář a učitel (středoškolský i vysokoškolský). Působil také jako první místopředseda Masarykovy demokratické akademie. Odborně se zabývá československými dějinami nebo moderními politickými systémy. V minulosti[kdy?] působil jako poradce českého premiéra Vladimíra Špidly a také jako poradce předsedy Poslanecké sněmovny Lubomíra Zaorálka. Spolupracuje s různými českými médii, např. Českým rozhlasem Plus, Českým rozhlasem Dvojka nebo CNN Prima News. Publikuje také v různých denících, např. v časopisu Respekt. Je mj. autorem publikace Paměť a solidarita v pásmu rozpadu.